# Perșotravensk, Baranivka
Perșotravensk (în ucraineană Першотравенськ) este o așezare de tip urban din raionul Baranivka, regiunea Jîtomîr, Ucraina. În afara localității principale, nu cuprinde și alte sate.

## Demografie
Componența lingvistică a așezării de tip urban Perșotravensk
     Ucraineană (97,52%)
     Rusă (1,95%)
     Alte limbi (0,2%)
Conform recensământului din 2001, majoritatea populației așezării de tip urban Perșotravensk era vorbitoare de ucraineană (97,52%), existând în minoritate și vorbitori de rusă (1,95%).